# Zapovednik Ilmenski
Zapovednik Ilmenski (Russisch: Ильменский государственный заповедник; "staatszapovednik Ilmenski"; officiële naam: ильменский имени В.И. Ленина заповедник; "Ilmenski zapovednik vernoemd naar V.I. Lenin") is een Russische zapovednik (natuurreservaat met IUCNcat. 1a) in het noordwesten van de Russische oblast Tsjeljabinsk ten noorden van de stad Miass op de oostelijke hellingen van de Zuidelijke Oeral. Het heeft een oppervlakte van 343,8 km² en is voor 85% bedekt met bossen en 9% met meren en rivieren. De lengte van noord naar zuid bedraagt 41 kilometer. De hoogste berg is de Ilmentaoe ( 747,3 meter), de langste rivier de Bolsjaja Tsjeremsjanka (9 kilometer) en het diepste meer is Bolsjoj Kisegatsj (34 meter).

## Geschiedenis
In 1920 werd het een mineralogisch reservaat, waarmee het een van de eerste natuurreservaten van Rusland was. De zapovednik is verbonden aan de Oeraldivisie van de Russische Academie van Wetenschappen.
In 1930 werd er een mineralogisch museum gevestigd door Alexander Fersman, waarin ruim 200 verschillende mineralen uit de Ilmenbergen worden tentoongesteld, waaronder topaas, korunden en amazoniet. In 1991 werd een afdeling van de zapovednik opgezet; de historisch-topografische zapovednik rond het complex bij Arkaim met een oppervlakte van ongeveer 3.800 km². Aldaar bevinden zich meer dan 50 archeologische monumenten, waaronder mesolithische en neolithische vindplaatsen, grafheuvels en nederzettingen uit de Bronstijd.

## Geologie
Het Ilmenskicomplex bevindt zich in het zuidelijke deel van de Sysert-Ilmenskianticline van de Oostelijke Oeralopheffing. Dit complex heeft een geplooide blokstructuur en bestaat uit een mengeling van verschillende stollings- en metamorfe gesteenten. Interessant zijn de ontelbare pegmatietgangen waarin zich topazen, aquamarijnen, fenakieten, zirkonen, saffieren, toermalijnen, amazonieten en verschillende zeldzame aarden bevinden. In dit gebied werden 16 mineralen als eerste ter wereld ontdekt: ilmeniet, ilmenorutiel, kaliumsadanagaiet (kaliumijzersadanagaiet), cancriniet, makarochkiniet, monaziet-(Ce), poljakoviet-(Ce), samarskiet-(Y), svyazhiniet, ushkoviet, β-Fergusoniet-(Ce), fluormagnesiumarfvedsoniet, fluorrichteriet, chioliet, chevkiniet-(Ce) en eschyniet-(Ce).

## Geografie
Het westelijke deel bestaat uit heuvelland met de middelhoge Ilmenbergen tussen de 400 en 450 meter boven zeeniveau, met als hoogste punt de Ilmentaoe met 747,3 meter. De oostelijke uitlopers zijn lager. Meer dan 80% is bedekt met bos en ongeveer 6% met open vlaktes en steppes. De bergpieken zijn bedekt met lariks-pijnboombossen. Pijnboombossen overheersen ook in het zuiden, terwijl in het noorden pijnboom-berken- en berkenbossen overheersen. Op de westelijke hellingen van de Ilmenbergen ligt een massief met oude pijnboombossen. Hier bevinden zich stukken lariks-, stenige, gras-kruidachtige en struikachtige steppe, mossige moerassen met veenbes, ledum. Er groeien ruim 1200 plantensoorten, waarvan velen endemisch, relicten of zeldzaam zijn. In de zapovednik leven hermelijnen, bunzings, Siberische wezels, wolven, lynxen, vliegende eekhoorns, sneeuwhazen en hazen en bruine beren. Er bevinden zich ook een paar elanden en reeën. Soorten die er zijn geacclimatiseerd, zijn onder andere het sikahert en de bever. Veel vogels in het reservaat behoren tot de familie van de ruigpoothoenders, zoals het auerhoen, korhoen, hazelhoen en veldhoen. In de zapovednik nestelen de wilde zwaan en de kraanvogel en zeldzame vogelsoorten in het gebied zijn de zeearend, keizerarend, visarend, slechtvalk, sakervalk en kleine trap.